# 임실종합경기장
임실종합경기장(任實綜合競技場, Imsil Stadium)은 대한민국 전북특별자치도 임실군에 있는 스포츠 시설이다. 인조잔디 필드와 트랙이 갖춰진 경기장이며, 2006년 9월에 준공되었다. 임실생활체육공원의 주요 시설 중 하나이다.

## 참고 문헌
- “임실종합경기장”. 《전라북도 생활체육안내》. 전라북도체육회.
- 《2019년 전국 공공체육시설 현황 (2018년말 기준)》. 대한민국 문화체육관광부. 2020.
- 《2023 전국 공공체육시설 현황 (2022년 12월말 기준)》. 대한민국 문화체육관광부. 2024.

## 같이 보기
- 임실생활체육공원